# شهرستان بندیکسون
ناحیهٔ بندیکسون (به ازبکی: Bandixon District) یک منطقهٔ مسکونی در ازبکستان است که در ولایت سرخان‌دریا واقع شده‌است. ناحیه بندیکسون ۲۰۰ کیلومتر مربع مساحت و ۳۰٬۰۰۰ نفر جمعیت دارد.